# Giovanni Michelotti (designer)
Pour les articles homonymes, voir Giovanni Michelotti (homonymie) et Michelotti.
Giovanni Michelotti (né le 6 octobre 1921 à Turin - mort dans la même ville le 23 janvier 1980) est un designer italien, qui fut, entre les années 1940 et les années 1970, l'un des designers automobiles les plus prolifiques du XXe siècle, travaillant pour de nombreux constructeurs automobiles, notamment BMW et Triumph, dont il dessine toute la gamme, dans les années 1960.

## Liste des automobiles dessinées par Giovanni Michelotti

### Ferrari
- Ferrari 166 Inter Coupé et Cabriolet pour Stabilimenti Farina; Coupé pour Ghia; Coupé pour Vignale
- Ferrari 166 MM Coupé et Spider pour Vignale
- Ferrari 212 Inter Coupé, Spider et Cabriolet pour Ghia; Coupé, Spider et Convertible pour Vignale; Coupé pour Ghia-Aigle
- Ferrari 212 Export Barchetta, Spider, Convertible et Coupé pour Vignale
- Ferrari 225 Sport Coupé et Spider pour Vignale
- Ferrari 225 Export Barchetta, Spider et Coupé pour Vignale
- Ferrari 250 MM Coupé et Spider pour Vignale
- Ferrari 250 Europa Coupé et Spider pour Vignale
- Ferrari 340 America Coupé et Coupé 2+2 pour Ghia; Coupé et Spider pour Vignale
- Ferrari 340 Mexico Coupé et Spider pour Vignale
- Ferrari 340 MM Spider pour Vignale
- Ferrari 342 America Convertible pour Vignale
- Ferrari 375 MM Coupé pour Ghia
- Ferrari 375 America Coupé pour Vignale
- Ferrari 330 GT Michelotti Coupé
- Ferrari 365 GTB/4 Michelotti N.A.R.T. Spyder
- Ferrari 275 P

### Maserati
- Maserati A6G/54 2000 Allemano Coupé
- Maserati 3500 GT Spyder, pour Vignale
- Maserati 5000 GT Coupé, pour Carrozzeria Allemano and Carrozzeria Michelotti
- Maserati Sebring (1962, pour Vignale)
- Maserati Indy pour Vignale
- Maserati Mistral Spyder

### Triumph
- Triumph Italia
- Triumph Herald coupé
- Triumph Vitesse
- Triumph TR4
- Triumph TR5/TR250
- Triumph TR6
- Triumph TR7 cabriolet
- Triumph Spitfire
- Triumph GT6
- Triumph 2000
- Triumph 2500
- Triumph Stag
- Triumph 1300/1300 TC
- Triumph 1500/1500 export/1500 TC
- Triumph Toledo 1300/Toledo 1500
- Triumph Dolomite/Dolomite 1850/Dolomite Sprint/Dolomite 1300/Dolomite 1500

### Jean RédéléetAlpine
- Rédélé Speciale Rouen (1953)
- Rédélé Speciale Mille Miglia (1953)
- Alpine A106 (1955)
- Alpine A108 (1958-1965)
- Alpine A110 (1962-1977)

### Alfa Romeo
- Alfa Romeo Giulietta Sprint Veloce 'Goccia' (1961)
- Alfa Romeo 2600 Berlina De Luxe pour OSI
- Alfa Romeo 2000 Coupé Vignale

### Lancia
- Lancia Aprilia Coupé (1949)
- Lancia Appia Convertible (1957)
- Lancia Flavia Convertible
- Lancia Aurelia B50 et B52 Vignale Coupé
- Lancia Aurelia B53 Allemano Coupé
- Lancia Aurelia Nardi Blue Ray 1 et 2, pour Vignale

### DAF
- Daf 44 (1966-1974)
- Daf 46 (1974-1976)
- Daf 55 (1967 - 1972)
- Daf 66 (1972-1975)

### Autres constructeurs
- Armstrong Siddeley (voiture unique basé sur le châssis de la Sapphire 234 pour un client espagnol).
- Fiat 8V Coupé, Convertible et Démon Rouge pour Vignale
- Frisky Family Three, Microvoiture Britannique 1957
- Hino Contessa Sprint 900 (1962)
- Matra 530 (1970) restylage
- Prince Skyline Sport (1960)
- Reliant Scimitar SS1 (1984)
- Siata 208S (Bertone)

## Sources
- (en) Cet article est partiellement ou en totalité issu de l’article de Wikipédia en anglais intitulé « Giovanni Michelotti » (voir la liste des auteurs).